# Sandelia bainsii
Sandelia bainsii — субтропічний прісноводний вид риб родини анабасових (Anabantidae).
Ендемік Південно-Африканської Республіки з обмеженим ареалом.
Свою назву отримав на честь вченого-геолога Бейнса (фр. M. Bains).

## Опис
Sandelia bainsii — один з найбільших видів анабантид, ці риби можуть досягати 32,5 см завдовжки. Висота тіла становить близько 30 % загальної довжини. Висота хвостового стебла в 1,3-1,5 рази більша за його довжину.
Довжина голови становить 33-36 % загальної довжини. Морда видовжена, закруглена на кінці. Великі очі, розташовані в передній частині голови. Великий рот з гострими конічними зубами. Нижня щелепа виступає вперед, верхня закінчується на рівні середини ока. Зяброві кришки мають глибокий напівкруглий виріз і по одному шипу на обох його кутах, сам виріз покритий мембраною.
Бічна лінія переривається над початком анального отвору, дві її частини мають майже однакову довжину. Луски зернисті, частково циклоїдні, частково ктеноїдні. 30-32 луски в бічній лінії, 16-17 у першій її частині, 14-15 — у другій.
У спинному плавці 15-17 твердих і 9-10 м'яких променів, довжина твердих променів поступово збільшується до 9-го або 10-го променя, врешті сягаючи приблизно 25 % довжини голови, м'якопроменева частина плавця вища за твердопроменеву, довжина її променів становить 60-67 % довжини голови, кінець подовжений у нитку. Анальний плавець за структурою схожий на спинний, має 7-8 твердих і 9-10 м'яких променів. Хвостовий плавець вкорочений, кожен промінь виступає за межі полотна короткою ниткою. Грудні плавці округлі, їхня довжина становить 60-67 % довжини голови. Черевні плавці коротші за них, не доходять до анального, складаються з 1 твердого та 5 м'яких променів.
Забарвлення оливкове або сіро-коричневе з розкиданими на цьому тлі темними цятками та плямами, черево жовтувате. Більш-менш чітка коса темна смуга відходить від ока вниз до нижнього краю зябрової кришки. Хвостовий плавець мозаїчний.
Основне забарвлення різних популяцій S. bainsii різниться між собою, у риб з різних річок можуть переважати оливково-зелені, світло-сірі або жовтуваті кольори.
Молодь сіро-жовта, з 9-10 темними поперечними смугами.
Статеві відмінності нечіткі, але стають добре помітними в сезон нересту. Самці в цей час стають набагато темнішими, синьо-чорними. Задня частина хвостового плавця в них стає білою, білі «віконця» з'являються також на задніх ділянках спинного й анального плавців. Самки під час нересту набагато світліші за самців, оливково-сірі, не мають ні смуг, ні плям на плавцях. Додатково в самців під час нересту з'являється посторбітальний контактний орган, зовні це гострі ктеноїдні луски за оком, що здіймаються (настовбурчуються) в формі темної трикутної плями. Загалом самці виростають більшими за самок, вони мають більші грудні плавці.
Sandelia bainsii має додатковий надзябровий дихальний орган — лабіринт, але він сильно редукований в порівняння з іншими лабіринтовими рибами.

## Поширення
Sandelia bainsii має дуже обмежений ареал, що включає лише короткі ділянки річок Кові (англ. Kowie), Ґрейт-Фіш, Кейскама (англ. Keiskamma), Гулу (англ. Gxulu), Іґода (англ. Igoda), Баффало (англ. Buffalo) та Нагун (англ. Nahoon) у прибережній частині Східнокапської провінції ПАР. Географічно вид обмежується 32°34' і 33°33' південної широти та 26°06' і 27°35' східної довготи. Орієнтовно населяє територію в 168 км². Ендемік Капської флористичної області.
Зазвичай санделії водяться у верхній та середній частинах середньої течії річок, на інших ділянках вид рідкісний. Типовий біотоп — це ділянка з повільною течією та чистою водою, ґрунт складається з каміння та піску. Показники води можуть коливатися в доволі широкому діапазоні: pH 7,8–10,7, твердість води 19–990 ppm, її прозорість 8,36–720 NTU, електропровідність 33–1618 мкСм/см, температура 20,1–30,7 °C, вміст розчиненого кисню 3,2–14,6 мг/л. Опади розподіляються протягом року нерівномірно й коливаються в межах 400—800 мм. 75 % опадів припадає на період з жовтня/листопада до лютого/березня. Через тривалі посухи більшість місцевих водойм мають сезонні коливання рівня води, багато з них в сухий сезон стають ефемерними й розпадаються на ряд ізольованих ставків.
Чисельність виду в дикій природі постійно зменшується через втрату середовищ існування та хижацтво й конкуренцію з боку інвазивних немісцевих видів. Спостерігається й постійне зменшення території поширення Sandelia bainsii. Всі популяції сильно фрагментовані, а чисельність понад 50 % з них є невеликою. Вид оцінюється як такий, що перебуває під загрозою вимирання, а кілька популяцій вже перебувають на межі вимирання. Ситуація ускладнюється тим, що Sandelia bainsii включає три генетично відмінні лінії, кожна з яких має обмежений ареал. Sandelia sp. «Kowie» зустрічається в басейнах Кові та Ґрейт-Фіш, Sandelia sp. «Keiskamma» тільки в басейні Кейсками, а Sandelia sp. «Buffalo» в басейнах Іґоди та Баффало. Відповідно йдеться не лише про збереження виду в цілому, а й кожної окремої генетичної лінії.
Більшість біотопів S. bainsii руйнується внаслідок дії багатьох факторів, серед яких негативний вплив сільськогосподарської діяльності, надмірний відбір води, будівництво дамб, забруднення та замулення водойм, погіршення якості води, поширення немісцевих інвазивних видів риб та рослин, кліматичні зміни, висихання окремих водойм. Ці загрози є загальними для багатьох видів прісноводних риб, але обмежений географічний ареал S. bainsii та невеликий розмір популяцій виду суттєво посилюють їх. Чисельність санделій скорочується через конкуренцію з боку інвазивних звичайного коропа (Cyprinus carpio) та смугастої тиляпії (Tilapia sparrmanii), а ще більше від інвазивних хижаків: африканського гострозубого сома (Clarias gariepinus), великоротого окуня (Micropterus salmoides) та малоротого окуня (Micropterus dolomieu).
Популяція в річці Нагун вже майже знищена, під час обстеження, проведеного 1996 року, S. bainsii тут не була виявлена. Дуже мало Sandelia bainsii залишилося в річці Баффало, де вона конкурує з немісцевими інвазивними видами. Популяції в річці Єловвудс (англ. Yellowwoods, басейн Баффало) загрожує існування дамби Рігелсвейд (англ. Wriggleswade Dam) в басейні річки Кубусі (англ. Kubusi), яка може сприяти розселенню інтродукованих інвазивних видів. Невеликим популяціям у басейнах річок Гулу та Іґода загрожує сільськогосподарська діяльність людини. Популяція S. bainsii в річці Тиуме (англ. Tyume, Tyhume), притоці Кейсками, дуже мала й близька до вимирання на місцевому рівні.
В басейні річки Ґрейт-Фіш, колишньому головному середовищі існування S. bainsii, вид тепер відчуває тиск з боку інвазивного гострозубого сома. Сом потрапив до річки Ґрейт-Фіш через підземний тунель Оранж-Фіш англ. Orange–Fish River Tunnel), що з'єднує річку Оранжеву із системою річки Ґрейт-Фіш, чужинець тепер швидко витісняє S. bainsii. В головній річці басейну санделії не зустрічаються, історично відомі дві ізольовані популяції в її притоках: одна в річці Кат (англ. Kat), інша в річці Конап (англ. Koonap).
Сучасна схема поширення S. bainsii в басейні Ґрейт-Фіш схожа з історичною. Популяція в річці Кат лишається стабільною, але її подальшій стійкості загрожує присутність немісцевих іхтіофагів, фізичних бар'єрів на шляху річок, заплановані пошуки сланцевого газу та розвиток інфраструктури на плато Кару. Популяція в річці Конап сильно зменшилася, масштабні обстеження, проведені тут у 2017 році, не виявили жодного зразка S. bainsii в одній із трьох її історичних місцевостей, швидше за все, місцева популяція була знищена.
Басейн річки Кові, річка Еньяра (англ. eNyara, притока Конап) та нижня течія річки Кат зазнали сильного впливу через сільськогосподарську діяльність, яка змінила середовище проживання місцевих риб. Ситуація ускладнюється забрудненням вод від міських поселень, розташованих у верхній частині водозбору цих річок. Сильне зменшення популяції було зафіксоване в річці Еньяра (лише 6 особин знайшли в цій річці, де вид був історично поширеним). Лише 2 екземпляри Sandelia bainsii були виявлені під час масштабного обстеження басейну річки Кові в 2014 році. Ще одне обстеження, проведене тут у 2017/18 рр., взагалі не виявило жодного екземпляра цього виду.
Більшість, якщо не всі, популяції S. bainsii надзвичайно малі й перебувають під сильною загрозою зникнення. Існує лише 3 життєздатних популяції (Кат, Кейскама та Баффало) та ще 5 нежиттєздатних (Кові, Конап, Гулу, Іґода та Нагун). Невеликі фрагментовані популяції стикаються з більшим ризиком вимирання через можливу втрату генетичного різноманіття в результаті генетичного дрейфу та інбридингу. За своєю природою санделія виявляє обмежені можливості розселення та пошуку нових середовищ існування.
У ПАР цей вид є флагманом серед риб, до яких були застосовані заходи, спрямовані на збереження водного біорізноманіття. Невелика популяція (близько 20 зрілих особин), яка перебуває під тиском інвазивного великоротого окуня, лишилася в річці Блаукранц (англ. Bloukrans, афр. Blaauwkrantz), що біля міста Греямстаун (англ. Grahamstown), басейн річки Кові. Спеціально для збереження Sandelia bainsii тут був створений заповідник Блаукранц (англ. Blaauwkrantz Nature Reserve) під управлінням місцевого муніципалітету Макана (англ. Makana). 1991 року був розроблений проєкт збереження виду, який включав інформаційні програми, дослідження біології та середовища існування виду, розведення риб у неволі та випуск розведеної молоді в природні водойми. Згодом ці заходи були покинуті. Басейн річки Кат 2011 року був визнаний заповідною зоною під егідою NFEPA (National Freshwater Ecosystem Priority Areas) саме через присутність тут S. bainsii.

## Генетичні дослідження
Генетичні дослідження засвідчили, що в межах Sandelia bainsii існує три алопатрично розподілені лінії, які були неофіційно позначені як Sandelia sp. «Kowie», Sandelia sp. «Keiskamma» та Sandelia sp. «Buffalo».
В результаті аналізу контрольних ділянок мітохондріальної ДНК було виявлено високі показники дивергенції (5,58-5,91 %) між великими популяціями з річок Ґрейт-Фіш і Кові на півдні, з одного боку, та Баффало і Гулу на півночі — з іншого. Ці популяції належать до генетичних ліній Sandelia sp. «Buffalo» і Sandelia sp. «Kowie» відповідно. Внутрішніх розбіжностей в межах північної популяції не було виявлено, а в складі південної популяції було визначено 3 гаплотипи, показники дивергенції між якими становили 0,3-0,59 %. Проводяться морфологічні оцінки та додаткові генетичні аналізи з метою визначення, чи є ці лінії S. bainsii окремими видами.
Ген mtDNA 16S rRNA був використаний для вивчення філогенетичних зв'язків між S. bainsii та S. capensis, а також їх зв'язками з іншими родами родини Anabantidae. Розрахункові значення розбіжності послідовностей між двома видами Sandelia виявилися такими ж високими, як між деякими родами, й становили від 7,4 до 8 %. Найбільша ж дивергенція між будь-якими двома видами анабантид була виявлена між S. bainsii та A. testudinues, вона коливалася в межах 16,52-16,54 %. Разом із тим, велика генетична різниця між двома видами не скасовує можливості монофілії між ними.
Розбіжності між двома лініями S. bainsii виявилися не настільки високими, як між двома окремими лініями в межах S. capensis (9,85-15,38 %), але вони достатні для того, щоб говорити, що басейни, в яких водиться кожна з ліній, були історично ізольованими й останнім часом не були пов'язані. За даними молекулярного годинника розкол між окремими лініями S. bainsii відбувся в добу плейстоцену (1-2 млн років тому).

## Спосіб життя
Це хижий малорухливий вид. Полює комах, крабів і дрібних риб. Санделії сидять у щілинах між камінням мордою проти течії й чатують на здобич, що пропливатиме повз. В свою чергу, на санделій полюють такі хижаки, як великоротий окунь і гострозубий сом.
Sandelia bainsii визріває на другому році життя, самці при цьому сягають 80-90 мм, а самки 60-69 мм стандартної довжини. Самці ростуть швидше, живуть довше й досягають більших розмірів.
Розмножуються влітку (з жовтня по лютий), що збігається із сезоном дощів. Нерестяться кілька разів за сезон. Відкладають ікру на ґрунт. Самці в нерестову добу демонструють сильну територіальну поведінку, в них посилюється забарвлення, а за оком з'являється контактний орган. Самець вибирає зручну для нересту ділянку й швидкими круговими рухами тіла розчищає черевом ґрунт, влаштовуючи таким чином місце під гніздо. Самці захищають нерестову територію й можуть нереститися водночас із кількома самками.
У жовтні 1994 року Sandelia bainsii була розведена в умовах акваріума в місті Іст-Лондон (ПАР), були проведені відповідні спостереження. Групу з п'яти риб (3 самці і 2 самки) тримали в акваріумі розміром 140×50×50 см із шаром води 30 см. Розміри самців становили 150—170 мм, а самок 120—140 мм загальної довжини. Параметри води були такими: pH 7,2, провідність 250 мкСм/см, температура 22 °C. Світловий режим: 14 годин світла і 10 годин темряви. Легкий струм створювався за допомогою внутрішнього фільтра. В акваріумі було дуже мало рослин, але там були схованки для риб із каміння. Ґрунт складався із 2-3 см шару гравію діаметром 3-5 мм. Домінантний самець влаштував своє гніздо у чітко визначеному місці, з двох боків та згори викладеному камінням. У природних умовах таке поєднання дозволяє захистити гніздо від птахів-хижаків, а також полегшити його захист від непроханого гостя. Самець розчистив ділянку під гніздо розміром 12-16 см в перетині, що, ймовірно, було пов'язано з довжиною його тіла (17 см). Він проганяв звідти інших самців, а на підготовчому етапі й самок.
Коли самець буде готовий до спаровування, він пускає самку до гнізда. Самець є активною стороною під час нересту. Спочатку він залицяється до самки, стрімко відпливаючи від місця гніздування, там він розкриває рота, а тоді швидко розвертається й повертається до своєї розчищеної ділянки. Якщо самка не пішла за ним, він повторює ці дії. Залицяння на певний час припиняються, якщо поруч з'являвся інший самець; здійснюється коротка погоня. Було також помічено, що іноді самець спливає до поверхні й ковтає повітря, мабуть наповнюючи камери свого лабіринтового органу. Помітивши самку, він випускає бульбашки й швидко повертався до розчищеної ділянки.
Залицяння та спаровування відбуваються біля дна. Їм передують досить агресивні дії з боку самця, які можуть завдавати самці травми. В зоні нересту риби стають головою до хвоста одна одної й повільно кружляють у цій позиції, самець при цьому іноді кусає самку в області голови або геніталій. Після кружляння самка зупиняється з опущеною вниз головою. Самець деякий час стоїть біля неї, а тоді починає вигинати своє тіло навколо партнерки. Спочатку відбувається кілька пробних обіймів (без відкладання ікри), під час яких самець вигинається, практично не контактуючи із самкою.
Коли настають справжні спаровування, самець обіймає самку з боку спини й чіпляється до неї контактним органом таким чином, щоб його голова опинилася навпроти черева самки. Він перевертає партнерку головою догори, міцно стискає й швидким рухом чавить головою її в черево. Під час фінального поштовху голови вивільняються ікринки, які відразу запліднюються самцем. Після цього самець відпускає самку. Акт спаровування триває лише 1,5-5 секунд і багаторазово повторюється з нерегулярними часовими інтервалами. За один акт відкладається до 200 ікринок, а може бути й більше, при цьому, як правило, чим довшими бувають обійми, тим більше відкладається ікринок. У перервах між окремими актами спаровування самець оглядає ікринки й перебирає їх ротом. Він також охороняє ділянку нересту від інших самців, здійснюючи швидкі рухи з акцентованими поворотами й короткими погонями за порушниками території. Іноді він також спливає до поверхні за ковтком повітря, але завжди швидко повертається до місця гніздування. Якщо після короткої відсутності самець застає біля кладки самку, він проганяє її, хоча до того сприймав її спокійно. Самка відновлюється дуже швидко. Вона може відплисти від місця нересту або відразу розпочати чергове спаровування. Іноді, коли самка повертається до місця гніздування, можна спостерігати повторні залицяння. Самець може нереститись водночас із кількома самками, які по черзі підпливають до місця гніздування.
Нерест відбувається у вечірніх сутінках і триває 1-1,5 години. Плідність варіює від 1000 ікринок у самки стандартною довжиною 70 мм до понад 7000 ікринок у самки стандартною довжиною 120 мм. Для Sandelia bainsii характерним є серійний нерест, це означає, що риби можуть нереститися кілька разів протягом нерестового сезону.
Під час нересту самці S. bainsii використовують свій контактний орган. Припускають, що він служить для того, щоб вивірити взаємне розташування партнерів під час спаровування. В місці контакту самки втрачають лусочки, іноді зазнають сильних поранень.
Ікринки в S. bainsii світло-жовті, липкі, демерсальні (тонуть), мають 1-1,3 мм в перетині та жирову кульку діаметром близько 0,6 мм усередині. Вони опускаються на дно й прилипають до ґрунту. Після закінчення нересту самець охороняє територію навколо кладки й доглядає за приплодом. Його великі грудні плавці постійно рухаються, можливо, це відіграє певну роль в оксигенації ікри. Коли в умовах акваріума були спроби забрати ікру із кладки, самець поводився дуже агресивно, нападав на трубку або сачок. Він продовжував охороняти територію навіть після вилучення ікри.
За температури 22-23 °C личинки вилуплюються менш, ніж за 2 дні, вони мають розмір 3,4 мм загальної довжини. Личинки прилипають до субстрату в місці гніздування й продовжують перебувати під охороною самця.

## Утримання в акваріумі
Враховуючи охоронний статус виду, навряд чи слід очікувати, що він з'явиться в торгівлі акваріумними рибами.
Для утримання санделій потрібен великий акваріум: для пари риб від 200 л, для групи — від 600 л. Риб слід утримувати в умовах, що нагадують їхній природний біотоп. Це може бути піщаний ґрунт з розкиданим по ньому гладким камінням різних розмірів. Параметри води: температура 18-22 °C, показник pH 6,8-8,0, твердість 10-30 °dH. Слід також забезпечити рух води та насичення її киснем.